# شروین وایت
شروین وایت (انگلیسی: A. N. Sherwin-White; ۱۰ اوت ۱۹۱۱ – ۱ نوامبر ۱۹۹۳) استاد دانشگاه عضو انجمن ترویج مطالعات رومی اهل بریتانیا بود.
وی همچنین برندهٔ جوایزی همچون عضو آکادمی بریتانیا شده‌است.